# هویت ملی
هویت ملی هویت یا احساس تعلق فرد به یک دولت یا یک ملت است. یک حس مشترک که مردم به یک وحدت کلی درک می‌کنند که نمود خود را در سنت‌ها، فرهنگ یا زبان سیاست نشان می‌دهد. هویت ملی از نظر روانشناختی به عنوان آگاهی و احساس از تفاوت بین ما و آنها تلقی می‌شود.
به عنوان یک پدیده جمعی، هویت ملی می‌تواند به عنوان یک نتیجه مستقیم از حضور عناصر از «نقاط مشترک» در زندگی روزمره مردم به‌وجود آید مانند نمادهای ملی، زبان، تاریخ ملت، آگاهی ملی و آثار باستانی.
هویت ملی در شکل مثبت آن می‌تواند به مهین پرستی که با غرور ملی و احساسات مثبت به کشور مشخص می‌شود همراه دانست ولی در حالت افراطی به شوونیسم و برتری کشور و افراطی گری ختم شود.

## شکل‌گیری هویت ملی

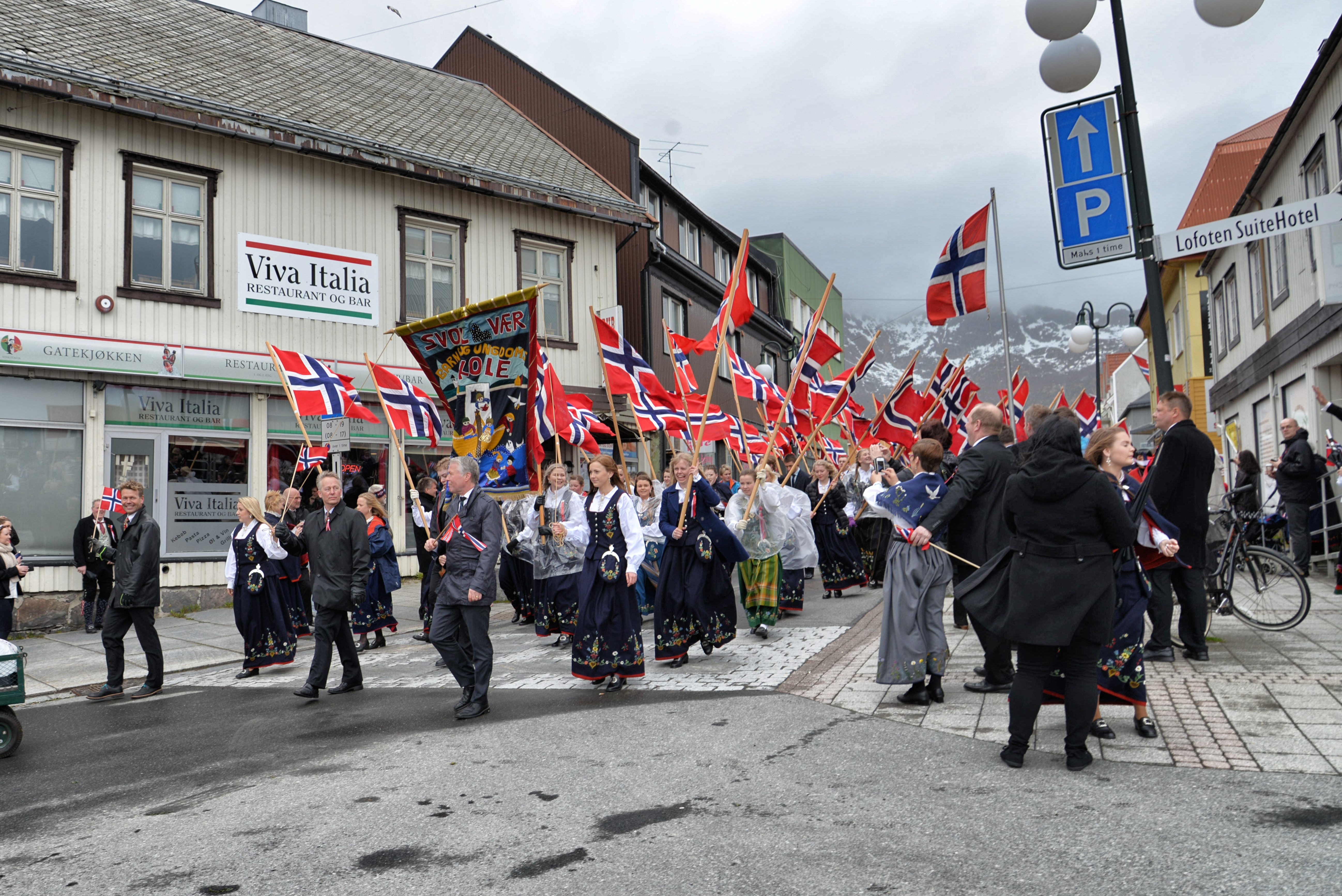
برگزاری جشن روز ملی نروژ در شهر اسولور

هویت ملی یک ویژگی ذاتی نیست و یک نظام برساخته از روابط اجتماعی است که فرد با اتکا به «نقاط مشترک» در روابط اجتماعی با سایر مردم به آن می‌رسد و دامنه آن می‌تواند از نمادهای ملی مشترک، زبان، تاریخ ملت، پیوندهای خونی و نژادی، موسیقی، خوراک و سبک آشپزی و… باشد. تحت تأثیرات مختلف اجتماعی، افراد با اتخاذ اعتقادات، ارزشها، فرضیات و انتظاراتی که با هویت ملی فرد همسو می‌شوند، هویت ملی را در هویت شخصی خود گنجانیده‌اند. افراد با شناسایی ملت خود، اعتقادات و ارزشهای ملی را از نظر شخصی معنادار می‌دانند و این باورها و ارزشها را در کارهای روزمره ترجمه می‌کنند.

## مفهوم
دانشمند علوم سیاسی «روپرت امرسون» هویت ملی را «توده ای از مردم که احساس می‌کنند یک ملت هستند» تعریف هویت ملی می‌داند. این تعریف از هویت ملی توسط روانشناس اجتماعی، «هنری تاجفل»، که نظریه هویت اجتماعی را به همراه «جان ترنر» تدوین کرده بود، نیز تأیید شد. در این تعریف فرد هم باید توانایی شناسایی ملت را داشته باشد و هم خود را عضوی از آن بداند و احساس تعلق خاطر و دلبستگی به آن ملت را داشته باشد. این حس باعث می‌شود که فرد بدون آن که الزاماً سایر افراد گروه و عضو ملت را بشناسد خود را متعهد و متعلق به گروه حس کند. فرضیهٔ اصلی نظریهٔ هویت اجتماعی این است که اعضای یک گروه داخلی در پی یافتن جنبه‌های منفی در یک گروه خارجی هستند تا از این طریق بتوانند تصویر خود را ارتقا دهند. دیدگاه‌های تبعیض‌آمیز در بین فرهنگ‌ها ممکن است منجر به نژادپرستی شود و در قالب‌های شدید آن، نژادپرستی ممکن است منجر به نسل‌کشی گردد، مانند اتفاقات رخ داده در آلمان در مقابل یهودیان، در رواندا بین هوتوها و توتسی‌ها و اخیراً در یوگسلاوی سابق بین بوسنی‌ها و صرب‌ها.
هویت ملی مستلزم شناسایی درک یا شناسایی مشترکات درون گروهی و اختلاف گذاری و تمایز با سایر گروه‌ها است به شکلی که توان گفت فرد در چه شرایطی عضو ملتی محسوب می‌شود یا جزو سایر ملل باید دسته‌بندی و طبقه‌بندی شود.
هویت ملی، مانند سایر هویت‌های اجتماعی، در صورت متعارف خود، احساسات مثبتی مانند غرور و عشق به ملت و احساس تعهدات نسبت به سایر شهروندان ایجاد می‌کند. اجتماعی شدن هویت ملی مانند اجتماعی کردن غرور ملی و احساس استثنائی بودن کشور باعث هماهنگی بین اقوام مختلف زیر لوای ملت مشترک می‌شود. به عنوان مثال، در ایالات متحده، که با ادغام اقوام متنوع در هویت عمومی بودن یک آمریکایی، مردم با یک احساس مشترک افتخار ملی و احساس تعلق به ایالات متحده متحد می‌شوند و بنابراین تمایل به کاهش تضادهای قومی دارند.
هویت ملی هنگامی که ملت با دشمن خارجی یا داخلی یا حتی بلایای طبیعی روبرو می‌شود بسیار اهمیت پیدا می‌کند و معمولاً یکی از عوامل قوام بخش به حس مهین پرستی و تقویت کننده حس هویت ملی است.

## مشکلات

### جوامع چند قومیتی
در کشورهایی که دارای چندین گروه قومی هستند، ممکن است هویت قومی و هویت ملی در تضاد باشد. این درگیری‌ها معمولاً به عنوان درگیری قومی و ملی گفته می‌شوند. در بسیاری از موارد دولت‌ها مرکزی به بهای تقویت حس ملی گرایی به شکل مناسب از هویت قومی اقلیت‌ها حمایت لازم را نمی‌کنند و فرد در حفظ هویت ملی و قومی خود دچار دوگانگی شده و در صورت سیاست گذاری اشتباه می‌تواند باعث کاهش حس ملی گرایی و کم رنگ شدن هویت ملی شود.

### مهاجرت
با افزایش مهاجرت، بسیاری از کشورها با ایجاد هویت ملی و اسکان مهاجران با این چالش روبرو هستند. برخی از کشورها از لحاظ تشویق مهاجران برای توسعه احساس تعلق به کشور میزبان خود، فراگیرتر هستند. به عنوان مثال، کانادا بالاترین نرخ مهاجرت دائمی در جهان را دارد. دولت کانادا مهاجران را به ایجاد حس تعلق به کانادا تشویق می‌کند و مفهوم فراگیر تری از هویت ملی را در بر می‌گیرد که هم شامل افراد متولد کانادا و هم مهاجران می‌شود.
ولی برخی از کشورها سیاست متفاوتی در این زمینه دارند و با مهاجران به شکل مهمان ناخواسته برخورد می‌کنند و از اشتراک هویت ملی خود با مهاجران جلوگیری می‌کنند.

### جهانی‌شدن
با افزایش سطح ارتباطات و همکاری‌های تجاری بین‌المللی و جهانگردی سطح تبادل فرهنگی، آموزشی، شیوه زندگی؛ ادراک مردم با گذشته بسیار متفاوت شده‌است و ارزش‌ها و تجربیات مشترک مردم در همه جهان روز به روز در حال افزایش است. این موضوع باعث می‌شود که شکل جدیدی از هویت مشترک برای جوامع به شکل جامعه جهانی را ایجاد کند که مردم میزان تعلق خاطر بیشتری به وجوه مشترک جهانی خود پیدا کنند تا هویت ملی خویش. هر چند به ظاهر این امر می‌تواند ارزشهای را به همراه داشته باشد ولی از میان رفتن ارزش‌های حاصل از هویت ملی می‌تواند باعث کاهش وفاداری و مهین پرستی مردم شود که می‌تواند تهدیدی برای امنیت ملی و اقتصادی کشور گردد و حفظ تعادل در تقویت هویت ملی و ارزش‌های جهانی به همان اندازه هویت ملی و هویت قومی مهم است.

## تعارض مدنی
در برخی موارد، هویت ملی با هویت مدنی شخص به هم می‌خورد. به عنوان مثال، بسیاری از عرب‌های اسرائیلی خود را با ملیت عرب یا فلسطین مرتبط می‌کنند، در حالی که در عین حال شهروند دولت اسرائیل هستند، که با ملیت فلسطین در تضاد است. تایوانی‌ها همچنین با تعارض هویت ملی با هویت مدنی روبرو هستند، زیرا جنبش‌هایی وجود داشته‌است که طرفدار رسمی «استقلال تایوان» و تغییر نام «جمهوری چین» به «جمهوری تایوان» می‌شوند. نام کشور «جمهوری چین» است، و بخشی از آنها خود را با «جمهوری چین»، بلکه با «جمهوری تایوان» معرفی نمی‌کنند.